# Franciszek Antoni Nahniowski
Franciszek Antoni Nahniowski (Nahujewski) herbu Sas – chorąży czernihowski w latach 1702-1720, podczaszy nowogrodzkosiewierski w latach 1696-1702, rotmistrz wojska powiatowego ziemi przemyskiej w 1703 roku.